# Ku (imperador)
Kù (chinês tradicional: 嚳), também conhecido como Dì Kù (chinês tradicional: 帝嚳), foi um imperador chinês, bisneto do Imperador Amarelo. Especulando-se a respeito das datas, seu reinado teve início a partir do século 100 a.C., ou seja, de 2436 a.C. a 2366 a.C. e tornou-se conhecido pela fundação de escolas e como o primeiro imperador a praticar a poligamia.